# Josaphat Kocylovskyj
Le bienheureux Josaphat Joseph Kocylovskyj (en ukrainien : Йосафат Йосиф Коциловський ; né le 3 mars 1876 à Pakoszówka, alors en Autriche-Hongrie, décédé le 17 novembre 1947 dans un camp de concentration près de Kiev) est un évêque de l'Église grecque-catholique ukrainienne et un martyr.

## Biographie
Il naît le 3 mars 1876 dans le village de Pakoszówka (alors dans le Royaume de Galicie et de Lodomérie, en Autriche-Hongrie, maintenant en Pologne, en Lemkovie, se sentant donc ukrainien. Il étudie la théologie à Rome et se diplôme en 1907, après quoi il est ordonné prêtre le 9 octobre. Il est nommé peu après vice-recteur et professeur au séminaire grec-catholique de Stanislaviv. Le 2 octobre 1911, il intègre l'Ordre de saint Basile le Grand,.
Le 23 septembre 1917, il est consacré évêque à Przemyśl par Andreï Szeptycki. En tant qu'évêque, il s'occupe d'améliorer les moyens d'éducation de l’Église et soutient les ordres monastiques. Il résiste au mouvement russophile en favorisant les prêtres de langue ukrainienne et en fondant des journaux en ukrainien.
À la fin de la seconde Guerre mondiale, la Pologne devenue communiste assiste l'Union soviétique dans le programme d'éradication de l'Église grecque-catholique ukrainienne. Il est donc arrêté par les Polonais en septembre 1945, puis il est libéré, et arrêté de nouveau en 1946 et déporté en Ukraine. À Kiev, où il est frappé par une grave pneumonie.
Transféré au camp de travail de Capaivca (toujours dans la région de Kiev),,, il y subit de continuelles pressions pour quitter les rangs de l’Église catholique.
Victime d’une hémorragie cérébrale, il meurt dans ce camp le 17 novembre 1947, à soixante-et-onze ans.
Il est béatifié par le pape Jean-Paul II le 27 juin 2001 à Lviv en Ukraine,,.

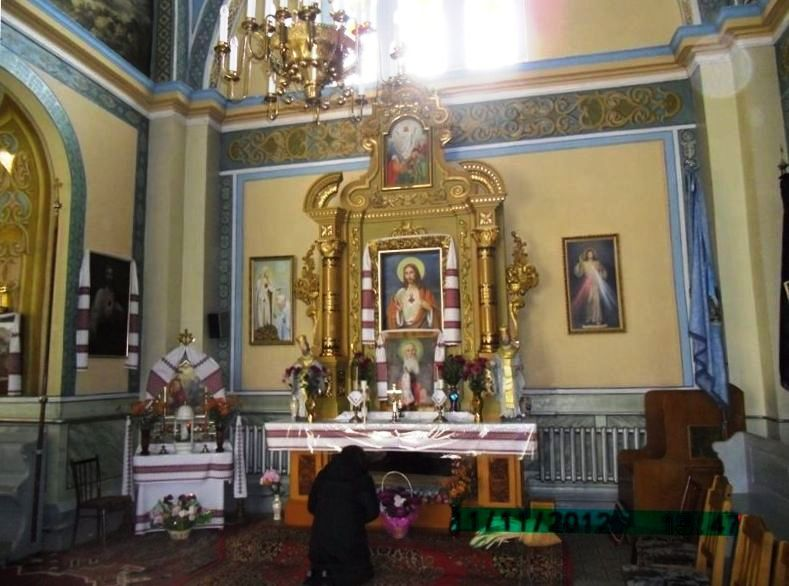
Stryi. L'autel des reliques du bienheureux Josaphat Kocylovskyj.

Ses reliques sont conservées dans l'église de l'Annonciation de la Bienheureuse Vierge Marie de Stryi.

### Source de la traduction
- (en) Cet article est partiellement ou en totalité issu de l’article de Wikipédia en anglais intitulé « Josaphat Kotsylovsky » (voir la liste des auteurs).